# Gardone Val Trompia
Gardone Val Trompia is een gemeente in de Italiaanse provincie Brescia (regio Lombardije) en telt 11.265 inwoners (31-12-2004). De oppervlakte bedraagt 26,7 km², de bevolkingsdichtheid is 421 inwoners per km².
De volgende frazioni maken deel uit van de gemeente: Magno.

## Demografie
Gardone Val Trompia telt ongeveer 4710 huishoudens. Het aantal inwoners steeg in de periode 1991-2001 met 0,8% volgens cijfers uit de tienjaarlijkse volkstellingen van ISTAT.
| Jaar | Inwoneraantal |
| ---- | ------------- |
| 1991 | 10.862        |
| 2001 | 10.952        |

## Geografie

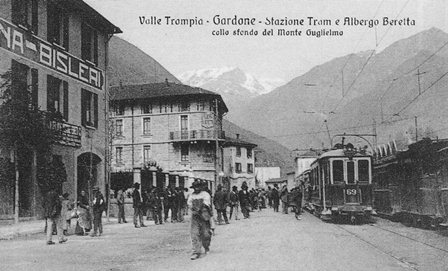
Gardone Val Trompia, 1910s

Gardone Val Trompia grenst aan de volgende gemeenten: Marcheno, Marone, Polaveno, Sale Marasino, Sarezzo.